# Joseph Peereboom
Joseph Désiré Peereboom (Sint-Jans-Molenbeek, 4 januari 1898 - Ganshoren, 28 november 1965) was een Belgisch volksvertegenwoordiger en burgemeester.

## Levensloop
Peereboom werkte als bediende bij de centrale voor metaalarbeiders en dit bracht hem naar de politiek. In 1926 werd hij verkozen tot gemeenteraadslid in Ganshoren. In 1939 werd hij er de eerste socialistische burgemeester. 
Tijdens de Tweede Wereldoorlog trad hij toe tot het Verzet en werkte actief mee aan de sluikpers. Hij was daarnaast actief in de organisatie die de kolenverdeling organiseerde.
Na de oorlog verwierf de CVP bij de gemeenteraadsverkiezingen de absolute meerderheid, maar liet niettemin de populaire Peereboom het burgemeesterschap verder uitoefenen. Bij de volgende verkiezingen verwierf hij echter zelf een meerderheid. In 1958 haalde hij die niet meer en werd vervangen. Hij bleef nog gemeenteraadslid tot in 1964.
In 1947 lukte het hem dankzij de talentelling om Ganshoren bij het officieel tweetalige Arrondissement Brussel-Hoofdstad te voegen, wat in 1954 een feit werd.
In 1950 werd hij verkozen tot BSP-volksvertegenwoordiger voor het arrondissement Brussel, een mandaat dat hij uitoefende tot in 1958.
Er is een Joseph Peereboomlaan in Ganshoren.